# Radoszkowice (gmina)
Radoszkowice (początkowo Raduszkowice, Radoszkowicze) – dawna gmina wiejska istniejąca do 1945 w woj. nowogródzkim/Ziemi Wileńskiej/woj. wileńskim (obecnie na Białorusi). Siedzibą gminy były Radoszkowicze; 2459 mieszk. w 1921 roku), które stanowiły odrębną gminę miejską.
Na samym początku okresu międzywojennego gmina Radoszkowicze należała do powiatu wilejskiego. Na mocy umowy o preliminaryjnym pokoju i rozejmie między Rzecząpospolitą Polską a Rosją i Ukrainą, podpisanej w Rydze 12 października 1920 i ratyfikowanej 22 października 1920 tereny wokół Radoszkowicz nie zostały przyznane Polsce. Jednak na mocy postanowień traktatu ryskiego z 18 marca 1921 dokonano korekty i tak pas terytorium wokół Radoszkowicz przypadł Polsce. Gmina weszła w skład utworzonego 19 lutego 1921 woj. nowogródzkiego.
13 kwietnia 1922 gmina wraz z całym powiatem wilejskim została przyłączona do objętej władzą polską Ziemi Wileńskiej, przekształconej 20 stycznia 1926 w województwo wileńskie. 1 kwietnia 1927 gmina weszła w skład nowo utworzonego powiatu mołodeckiego w tymże województwie. Po wojnie obszar gminy Radoszkowice wszedł w struktury administracyjne Związku Radzieckiego.

## Demografia
Według Powszechnego Spisu Ludności z 1921 roku gminę zamieszkiwało 3505 osób, 677 było wyznania rzymskokatolickiego, 2803 prawosławnego, 8 ewangelickiego, 1 mahometańskiego, 16 mojżeszowego. Jednocześnie 1375 mieszkańców zadeklarowało polską, 2114 białoruską, 1 niemiecką, 5 żydowską, 6 rosyjską, 1 estońską i 1 łotewską przynależność narodową. Było tu 608 budynków mieszkalnych.